# Praedicate Evangelium
Prædicate Evangelium (em português:  Pregar o Evangelho) é uma constituição apostólica promulgada pelo Papa Francisco em 5 de junho de 2022. Por seu meio, o Sumo Pontífice realizou uma série de reformas na Cúria Romana. Foi publicada em língua italiana em 19 de março de 2022, Solenidade de São José, para entrar em vigor em 5 de junho do mesmo ano, na Solenidade de Pentecostes, revogando a constituição apostólica Pastor Bonus do Papa João Paulo II de 28 de junho de 1988.

## Características principais
| “                                                                | A reforma da Cúria Romana será real e possível se brotar de uma reforma interior, com a qual fazemos nosso "o paradigma da espiritualidade do Concílio", expresso pela "antiga história do Bom Samaritano", daquele homem , que se desvia do seu caminho para se aproximar de um homem meio morto que não pertence ao seu povo e que ele nem conhece. [...] Deve ficar claro, portanto, que “a reforma não é um fim em si, mas um meio de dar um forte testemunho cristão; promover uma evangelização mais eficaz; promover um espírito ecumênico mais fecundo; encorajar um diálogo mais construtivo com todos. | ” |
| — Constituição apostólica Prædicate Evangelium, preâmbulo, 11-12 | |   |

A Constituição tem como suas principais características:
- uma maior ênfase na evangelização e, em particular, uma abordagem missionária da Cúria para que esteja a serviço do Papa, da Igreja e do mundo;
- uma maior colaboração dos órgãos da Cúria com as Conferências Episcopais para valorizar a dimensão sinodal na Igreja e favorecer uma "sã descentralização" de algumas competências, permitindo aos Bispos diocesanos ter acesso às questões que conhecem de perto;
- a opção preferencial pelos pobres, à proteção dos menores e das pessoas vulneráveis;
- uma atualização na terminologia. Por exemplo, com a palavra "Dicastério", os termos "Congregação" e "Pontifício Conselho", que caíram em desuso, são substituídos; agora, além disso, "Dicastérios" refere-se apenas a algumas instituições curiais e não mais a todas, como se pretendia antes; com esta reforma o termo "Unidades Curiais" é usado para cada categoria de organismos que compõem a Cúria, portanto, a Secretaria de Estado, Dicastérios, Órgãos Judiciais, Órgãos Econômicos e Escritórios. As "Instituições Curiais" são o conjunto destas Unidades;
- a possibilidade dada a todos os batizados, incluindo os leigos, de exercer funções governativas na Cúria, antes confiadas apenas aos clérigos,[2] visto que cada cristão, em virtude do Batismo recebido, é chamado a ser discípulo-missionário na serviço da Igreja e do mundo; recorda-se também que toda instituição curial se caracteriza por "caráter vicário", pois "cumpre sua missão em virtude do poder recebido do Romano Pontífice em nome de quem opera";[3]
- introdução de Órgãos Econômicos entre as Instituições Curiais, a maioria dos quais foram erigidos antes desta reforma pelo Papa Francisco, nomeadamente a Secretaria para a Economia, o Conselho para a Economia, o Gabinete do Auditor Geral e a Comissão de Assuntos Confidenciais e que agora são institucionalizados com a inclusão do Comitê de Investimentos; o papel do Camerlengo também é modificado no período de vacância durante o qual ele será assistido pelo Cardeal Coordenador do Conselho para a Economia e por 2 assistentes;
- maior importância dada à Esmolaria apostólica, que também leva o nome de Dicastério para o Serviço da Caridade e passa a fazer parte dos organismos da Cúria Romana; de fato, antigamente, a caridade era uma instituição externa à Cúria e só estava ligada a ela;
- a ereção do Dicastério para a Evangelização, presidido diretamente pelo Papa,[4][nota 1] que adquire as competências da Congregação para a Evangelização dos Povos e do Pontifício Conselho para a Promoção da Nova Evangelização, simultaneamente suprimidas;[5]
- a ereção do Dicastério para a Cultura e a Educação, que adquire as competências da Congregação para a Educação Católica e do Pontifício Conselho para a Cultura, simultaneamente suprimidas.

## Estrutura da Constituição apostólica
A constituição apostólica é composta de onze partes, numeradas em algarismos romanos.
- I: Preâmbulo
- II: Princípios e critérios para o serviço da Cúria Romana
- III: Regras gerais
- IV: Secretaria de Estado
- V: Dicastérios
- VI: Órgãos de justiça
- VII: Organizações econômicas
- VIII: Escritórios
- IX: Advogados
- X: Instituições ligadas à Santa Sé
- XI: Regra de transição